# Kreuzeiche (Lehrberg)

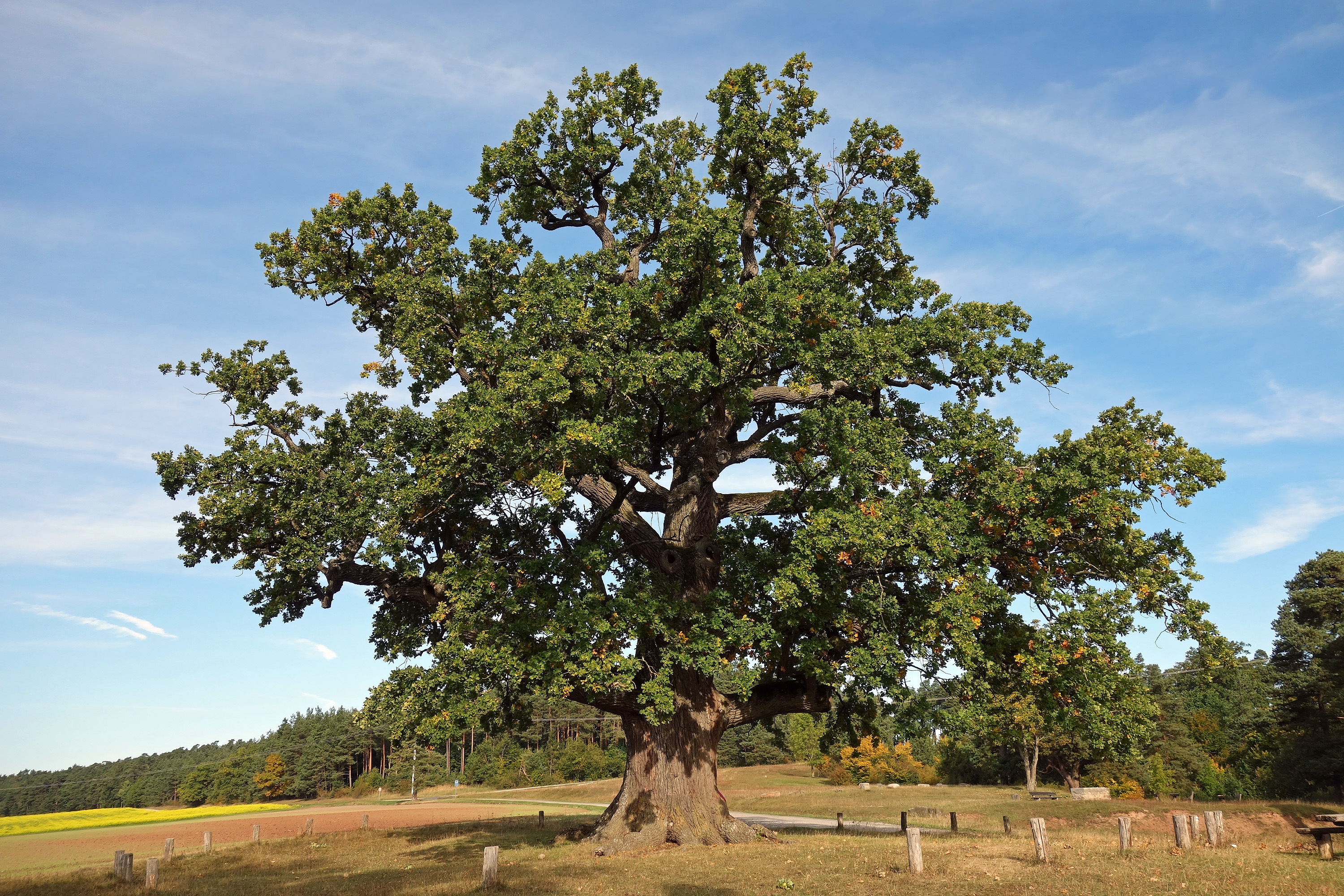
Kreuzeiche

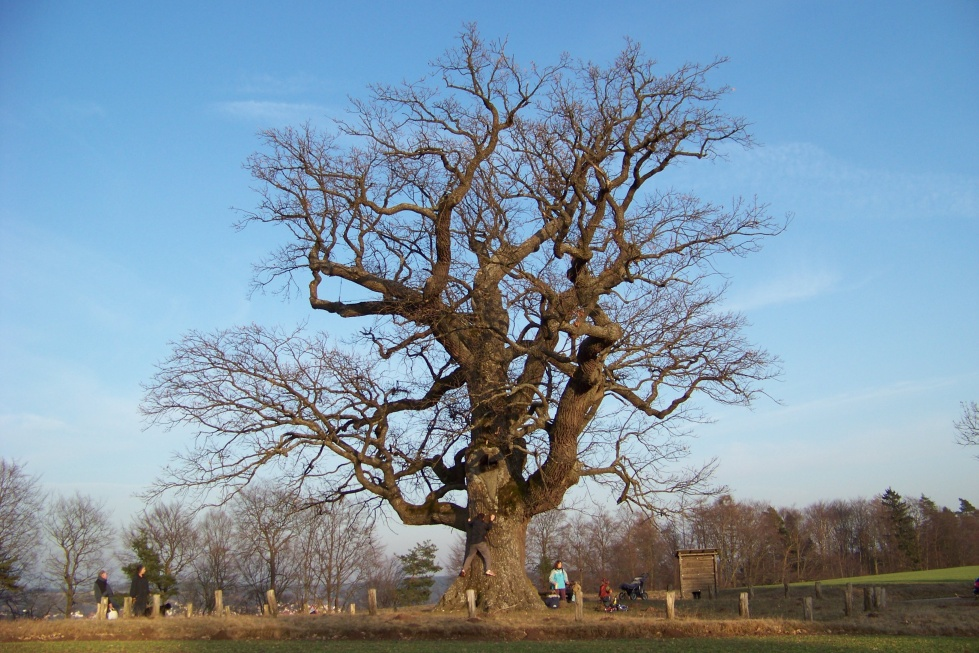
Kreuzeiche im Februar 2008

Die Kreuzeiche, eine Stieleiche, steht nordwestlich von Ansbach bei Hürbel am Rangen auf dem Bocksberg, einem langgestreckten Ausläufer der Frankenhöhe auf etwa 500 Meter über Normalnull.
Für den Namen gibt es zwei Erklärungsversuche. Sie steht zum einen an der Kreuzung der alten Höhenwege von Hinterholz nach Steinersdorf und von Neudorf nach Lehrberg, zum anderen erscheint die ungewöhnliche Kronenarchitektur wie ein Kreuz.
Die Eiche hatte im Jahre 2001 an der schmalsten Stelle des Stammes einen Umfang von 5,98 Metern bei einer Kronenhöhe von etwa 18 und einem Kronendurchmesser von 20 Metern. Der Brusthöhenumfang hat im Jahr 2015 6,45 m betragen.
Die Eiche befand sich um 1900 auf dem Höhepunkt ihrer Wuchskraft und Schönheit. Dies beweist eine historische Aufnahme des Pioniers und Baumfotografen Friedrich Stützer aus dem Jahre 1902. L. Hellmuth beschrieb die Eiche in dem von Stützer herausgegebenen Buch ausführlich. Nach Süden legte damals ein etwa einen Meter starker Ast 20 Meter weit aus. Der Ast auf der gegenüberliegenden Seite, der etwas schmäler war, legte 17 Meter weit nach Norden aus. Der Stammdurchmesser betrug gut 1,5 Meter. Der Kronendurchmesser kam damals auf 39,5 Meter. In Deutschland gibt es heutzutage keinen Altbaum mit einem ähnlichen Kronendurchmesser.
Die Eiche wächst anscheinend sehr langsam. Vor etwa 100 Jahren betrug der Umfang in zwei Meter Höhe etwas über fünf Meter. In gleicher Höhe gemessen beträgt der Umfang heute 6,5 Meter. Unter Berücksichtigung dieses Wachstumsverhältnisses kommt die Eiche auf ein Alter von etwa 500 Jahren. Es wird aber auch berichtet, dass die Eiche zu den Überresten einer kleinen Klosteranlage gehörte, die dem heiligen Burkhard zu Ehren, um das Jahr 1430 errichtet worden ist. Demnach könnte die Kreuzeiche annähernd 600 Jahre alt sein. Der altersgefurchte Stamm mit seinen brettartigen Rindenleisten, die bis zur Krone hinaufreichen, weist jedenfalls auf ein hohes Alter von 600 bis 800 Jahren hin.
Um den Solitär ranken sich auch Legenden wie diese: Hans Roi, ein ruheloser Fuhrmann, reitet in der Adventszeit allnächtlich mit seinem Haupt unter dem Arm auf einem schwarzen Rappen in wilder Fahrt, an der Kreuzeiche beginnend, um den Bocksberg herum und wieder zurück zur Eiche. Er soll dabei sein sechsspänniges Fuhrwerk neben sich herhetzen.

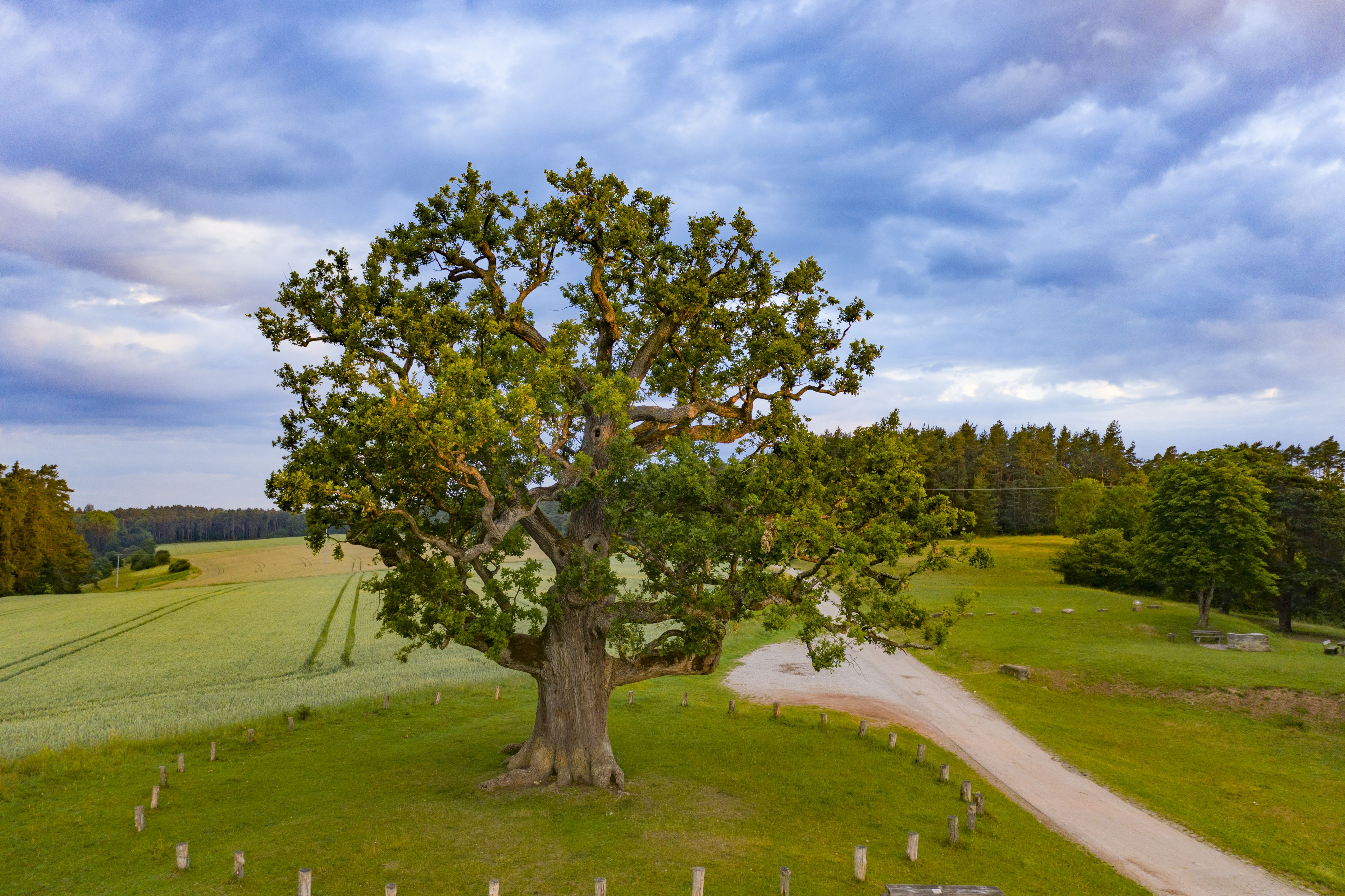
Kreuzeiche bei Sonnenaufgang im Juni 2020

## Wanderwege
An der Kreuzeiche treffen sich die von Ost nach West führenden Fernwanderwege Grünstrich und Blaustrich sowie der nord-südlich verlaufende Weg Grünes Schlüsselloch.
Etwa 200 m südlich führt der Fernwanderweg Europäische Wasserscheide vorbei.